# Kuźnik Bagienny
Kuźnik Bagienny – śródleśne jezioro humusowe w Pile, w woj. wielkopolskim.
Kuźnik Bagienny znajduje się na terenie rezerwatu "Kuźnik", ok. 3 km na północ od centrum miasta. Jest połączony ciekiem wodnym z jeziorem Kuźnik Olsowy. Jego powierzchnia wynosi 1 ha, a głębokość w najgłębszym punkcie 1,9 m.